# Zane Maloney

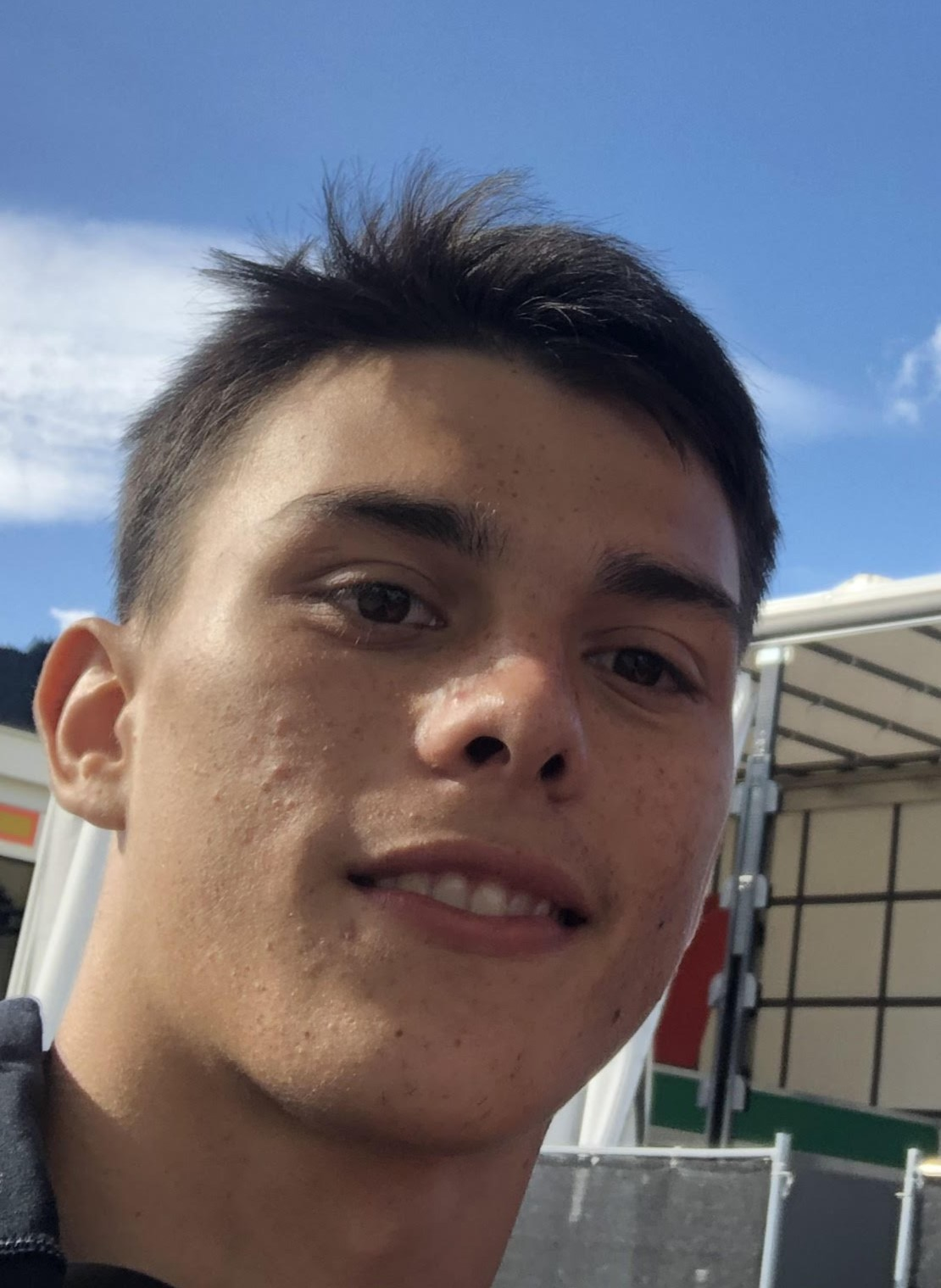
Zane Maloney (2022)

Zane Maloney (* 2. Oktober 2003 in Bridgetown) ist ein barbadischer Rennfahrer. Er startet seit 2025 in der FIA-Formel E-Meisterschaft für Lola.

## Karriere

### Kartsport
Nachdem Maloney verschiedene nationale Titel gewonnen hatte, wechselte er mit dem Team Ricky Flynn Motorsport in den europäischen Kartsport. Maloney erreichte 2017 den fünften Platz in der CIK-FIA World Junior Championship. Im folgenden Jahr erzielte er den vierten Platz in der CIK-FIA European OK Championship und den dritten Platz in der deutschen Kart Meisterschaft.

### Formel 4
2019 wechselte Maloney in die britische Formel-4-Meisterschaft mit dem Team Carlin Motorsport. Mit zehn Rennsiegen und 15 Podestplätzen gewann er als Rookie die Gesamtwertung.

### Euroformula Open
Im folgenden Jahr blieb er beim Team Carlin und wechselte in die Euroformula Open. Seine Teamkollegen waren Ido Cohen und Ben Barnicoat. Mit zwei Podestplätzen in 17 Rennen erreichte er hinter seinem Teamkollegen Ido Cohen den achten Platz im Klassement.

### Formula Regional European Championship
2021 wechselte Maloney mit dem Team R-Ace GP in die Formula Regional European Championship. Seine Teamkollegen waren Hadrien David und Isack Hadjar. Er erzielte einen Rennsieg und sieben Podestplätze, womit er den vierten Platz in der Gesamtwertung erreichte, während seine Teamkollegen auf dem zweiten und fünften Rang landeten.

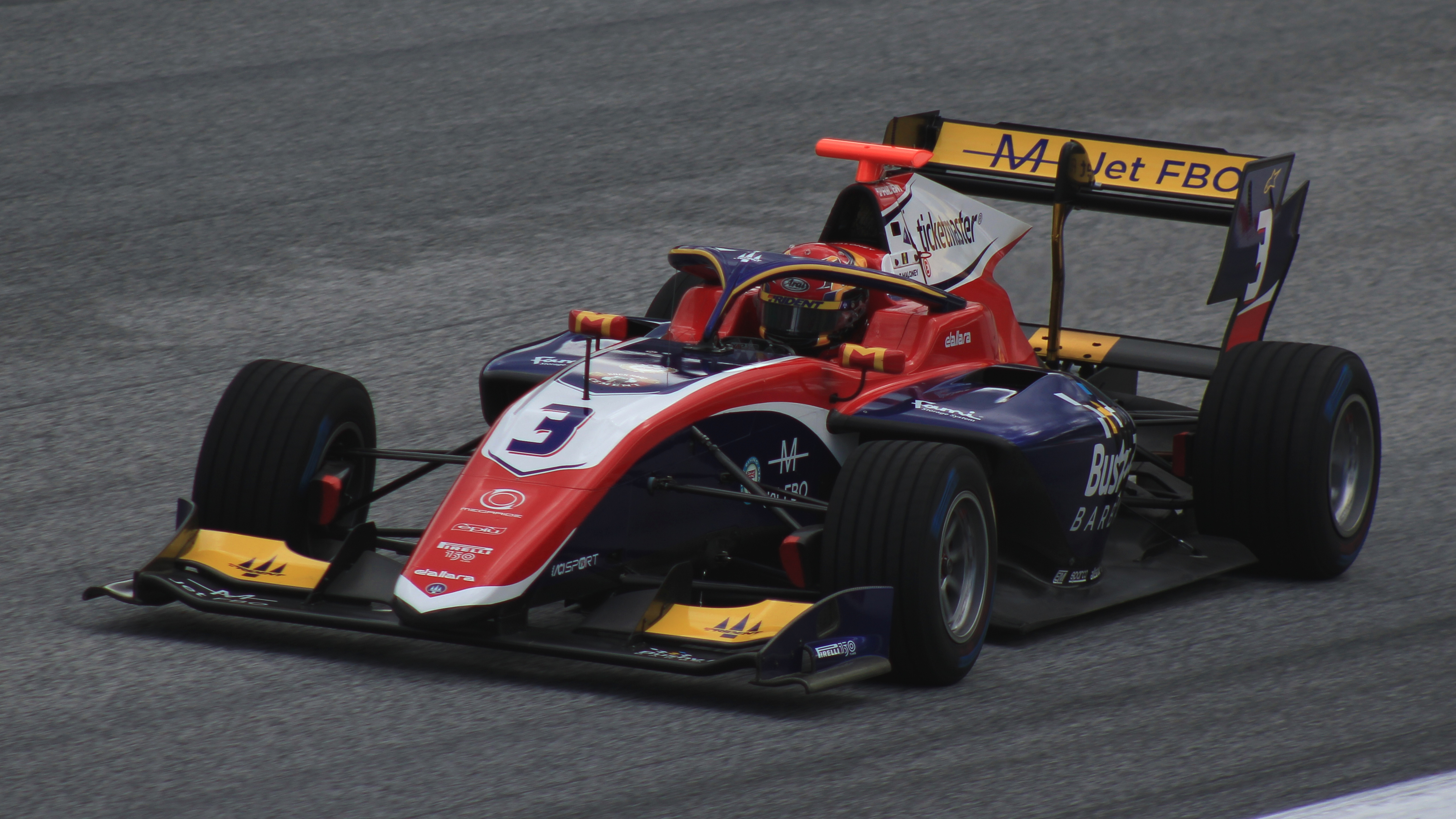
Zane Maloney in Spielberg 2022

### Formel 3
2022 wechselte er in die FIA-Formel-3-Meisterschaft mit dem Team Trident Racing. Seine Teamkollegen waren Roman Staněk und Jonny Edgar. Nachdem er in den ersten sechs Rennwochenenden nur einmal das Podium erreichten konnte, siegte er in den letzten drei Rennwochenenden jeweils im Hauptrennen. Mit 134 Punkten erreichte er hinter Victor Martins den zweiten Platz in der Gesamtwertung.

### Formel 2
Maloney fuhr das letzte Rennwochenende der FIA-Formel-2-Meisterschaft 2022 für Trident, wobei er Calan Williams ersetzte. Er beendete beide Rennen außerhalb der Punkteränge. 2023 erhielt er beim Team Carlin, für welches er zuvor bereits in der Formel 4 und Euroformula Open fuhr, ein Stammcockpit. Sein Teamkollege ist Enzo Fittipaldi. Die Saison 2023 beendete er mit 4 Podestplätzen und 96 Punkten auf dem 10. Rang in der Gesamtwertung. 2024 blieb er beim Team, welches nun unter dem Namen Rodin Motorsport, antritt. Mit zwei Rennsiegen und 140 Punkten erzielte er den vierten Rang in der Gesamtwertung.

### Formel E
Zur Saison 24/25 wechselte er mit dem Team Lola Yamaha ABT in die FIA-Formel-E-Weltmeisterschaft,

### Formel 1
Er war von Dezember 2022 bis 2023 Teil des Red-Bull-Racing-Nachwuchsprogramms. Darüber hinaus war er einer der Ersatzfahrer für Red Bull Racing in der Saison 2023. Im Januar 2024 wurde bekanntgegeben, dass er in das Nachwuchsprogramm von Sauber aufgenommen wurde und für die Saison 2024 Ersatzfahrer für das Team sein wird. Im Dezember verließ er das Nachwuchsprogramm von Sauber.

## Statistik

### Zusammenfassung
| Saison  | Serie                                  | Team              | Rennen | Siege | Poles | Podien | Punkte | Position |
| ------- | -------------------------------------- | ----------------- | ------ | ----- | ----- | ------ | ------ | -------- |
| 2019    | Britische Formel-4-Meisterschaft       | Carlin Motorsport | 30     | 10    | 4     | 15     | 427    | 1.       |
| 2020    | Euroformula Open                       | Carlin Motorsport | 17     | 0     | 0     | 2      | 113    | 8.       |
| 2021    | Formula Regional European Championship | R-Ace GP          | 20     | 1     | 7     | 1      | 117    | 8.       |
| 2022    | FIA-Formel-3-Meisterschaft             | Trident Racing    | 18     | 3     | 2     | 4      | 134    | 2.       |
| 2022    | FIA-Formel-2-Meisterschaft             | Trident Racing    | 2      | 0     | 0     | 0      | 0      | 26.      |
| 2023    | FIA-Formel-2-Meisterschaft             | Carlin Motorsport | 26     | 0     | 0     | 4      | 96     | 10       |
| 2024    | FIA-Formel-2-Meisterschaft             | Rodin Motorsport  | 24     | 2     | 1     | 7      | 135    | 3.       |
| 2024/25 | FIA-Formel E-Meiserschaft              | Lola Yamaha ABT   |        |       |       |        |        |          |